# Valentina Popova (haltérophilie)
Pour les articles homonymes, voir Valentina Popova.
Valentina Popova (née le 25 septembre 1972 à Bratsk en Russie) est une haltérophile russe.
Elle a remporté deux médailles olympiques : une médaille d'argent en catégorie des moins de 63 kg lors des Jeux olympiques d'été de 2000, et médaille de bronze en catégorie  des moins de 75 kg lors des Jeux olympiques d'été de 2004.
Elle a remporté les championnats d'Europe en 2002 et 2003, et les championnats du monde en 2001.